# Werner Wirths
Werner Wirths (* 9. Januar 1891 in The Heights, Jersey City, Vereinigte Staaten; † nach 1944, vermutlich in Russland) war ein deutschamerikanischer Journalist.

## Leben
Die Kenntnisse über Wirths Hintergrund und Wirken stützen sich im Wesentlichen auf Aussagen von Kollegen, die bei der von 1940 bis 1945 erschienenen Wochenzeitung Das Reich beschäftigt waren, und seine Artikel. Nach Angaben seines Freundes John Brech studierte der in Amerika geborene Wirths Geschichte und bereiste häufig das Ausland, um seine Kenntnisse zu vertiefen. Er war Leutnant der Reserve und sehr konservativ eingestellt, jedoch ein Gegner des Nationalsozialismus und nicht Mitglied der NSDAP.
Ab 1919 war Wirths zunächst Chefredakteur der Zeitschrift Das Gewissen, dem Publikationsorgan des jungkonservativen Juniklubs. Später wurde er Redakteur der Deutschen Allgemeinen Zeitung. Nach 1933 arbeitete Wirths als Hauptschriftleiter der Zeitschrift Deutsche Zukunft und kam 1940 zur Zeitung Das Reich, als erstere in letzterer aufging. Bei der neuen Zeitung wurde er zum stellvertretenden Hauptschriftleiter und Chef der Außenpolitik ernannt. Wenn es auch beim Reich nicht möglich war, sich gänzlich der Propaganda zu entziehen, war Das Reich von den Nationalsozialisten als ein vergleichsweise offenes Publikationsorgan für ein intellektuelles Publikum konzipiert. Nach Brechs Aussage sollen er, Wirths und ein weiterer Kollege sich gegenseitig auf einen Stil hin überwacht haben, der nicht zu stark das nationalsozialistische Standardvokabular übernahm.
Wirths war einer der wenigen Redakteure, die während des gesamten Zeitraums beim Reich beschäftigt blieben. Ende April 1945 wurde er zusammen mit dem zweiten Chefredakteur Rudolf Sparing, Brech und dem Sachbearbeiter für Englandfragen, Egon Bandmann, verhaftet und nach Russland deportiert. Sein weiteres Schicksal dort ist unklar. Angeblich wurde er zusammen mit Sparing und Bandmann zum Tode verurteilt, diese Strafe sei jedoch in 15 Jahre Zwangsarbeit umgewandelt worden. Es wird vermutet, dass er in Russland in einem Arbeitslager verhungert ist.

## Publikationen (Auswahl)
- Luxemburg. Mit einem Geleitwort von Gustav Simon. Volk und Reich Verlag, Berlin 1941. In mehreren Auflagen erschienen, zuletzt im Volk und Reich Verlag 1943 mit den Verlagsorten Amsterdam, Berlin, Prag und Wien.
- Eupen-Malmedy. Mit einem Geleitwort von Josef Grohé. Volk und Reich Verlag, Berlin 1941.
- Wir wurden gerufen. Kriegserinnerungen. Herbig, Berlin 1938.